# PTP4A2
La proteína tirosina fosfatasa tipo IVA 2 es una enzima que en humanos está codificada por el gen PTP4A2.
La proteína codificada por este gen pertenece a una pequeña clase de la familia de la proteína tirosina fosfatasa (PTP). Los PTP son moléculas de señalización celular que desempeñan funciones reguladoras en una variedad de procesos celulares. Los PTP de esta clase contienen un dominio catalítico de proteína tirosina fosfatasa y un motivo característico de prenilación C-terminal.
Se ha demostrado que este PTP se asocia principalmente con la membrana plasmática y endosómica a través de su prenilación C-terminal. Se descubrió que este PTP interactúa con la subunidad beta de la geranilgeraniltransferasa II de Rab (beta GGT II) y, por lo tanto, puede funcionar como un regulador de la actividad de GGT II. 
La sobreexpresión de este gen en células de mamíferos confirió un fenotipo transformado, lo que sugirió su papel en la tumorigénesis. Alternativamente, se han descrito variantes de transcripción empalmadas que codifican dos isoformas distintas.